# Štěpán Grygar
Štěpán Grygar (10. července 1955 Praha) je český fotograf a fotografický pedagog. Je absolventem pražské FAMU, kterou zakončil v  roce 1979.

## Životopis
V letech 2002–2014 na FAMU působil jako pedagog, v roce 2008 byl jmenován profesorem. V letech 2012–2015 působil také na Institute of Art, Design and Technology (IADT) v Dublinu. V letech 2014–2023 byl vedoucím ateliéru fotografie na Fakultě Designu a Umění Ladislava Sutnara Západočeské univerzity v Plzni. Uspořádal více než 50 samostatných výstav v České republice i v zahraničí. Je zastoupen v řadě významných domácích i zahraničních sbírek.

## Výstavy
- Štěpán Grygar: Colour Series, Kabinet fotografie v Galerii Kladenského zámku, Kladno, 1. června - 15. září 2024.[1]